# Украинцев, Борис Сергеевич
Борис Сергеевич Украинцев (28 сентября 1917, Тбилиси — 6 апреля 1992) — советский философ
, специалист в области диалектики и кибернетики. Доктор философских наук (1964), профессор. В 1974—1983 директор Института философии АН СССР.

## Биография
Родился в семье преподавателя реального училища. Окончил Грузинский индустриальный институт (1940), затем направлен инженером-конструктором на завод в Запорожье. В 1941 вместе с предприятием эвакуировался. С 1945 член партии. С 1948 вновь в Запорожье — сперва на комсомольской работе, затем в составе лекторской группы Запорожского обкома партии. Также окончит заочное отделение ВПШ (1952) и АОН (1955). С 1955 по 1958 инструктор Отдела пропаганды и агитации ЦК КПСС. В 1958—1959 заместитель завотделом философии редакции журнала «Проблемы мира и социализма» (Прага), в 1959—1961 замглавного редактора журнала «Вопросы философии». В 1963—1965 в отделе пропаганды, идеологическом отделе ЦК КПСС. В 1964 защитил докторскую диссертацию. С 1965 старший научный сотрудник ИФ АН СССР, с 1972 замдиректора, в 1974—1983 директор. Соорганизатор Философского общества СССР и его первый вице-президент. Автор книги «Самоуправляемые системы и причинность» (М., 1970), получившей положительную рецензию в журнале «Философские науки» (1973. № 5).